# George van Hessen-Itter
George van Hessen-Itter (Darmstadt, 29 september 1632 - Vöhl, 19 juli 1676) was van 1661 tot aan zijn dood landgraaf van Hessen-Itter. Hij behoorde tot het huis Hessen-Darmstadt.

## Levensloop
George was de tweede zoon van landgraaf George II van Hessen-Darmstadt en Sophia Eleonora van Saksen, dochter van keurvorst Johan George I van Saksen.
Na de dood van zijn vader in 1661 kreeg hij van zijn oudere broer Lodewijk VI als apanage de heerlijkheid Itter toegewezen. Deze heerlijkheid bestond uit de voormalige Ittergau in Noord-Hessen met Vöhl als belangrijkste plaats. Omdat bepaalde delen van Hessen-Itter verpand waren aan derden, kreeg George daarenboven 1.500 gulden schadevergoeding. 
George resideerde afwisselend op het Hof Lauterbach, waar hij een door een sloot omgeven slot liet bouwen, en in het Oude Slot van Vöhl, dat hij in 1663 liet renoveren en ombouwen. In Thalitter liet hij een herenhuis bouwen, het zogenaamde "Grote Huis". De door de verwoestingen van de Dertigjarige Oorlog sterk teruggevallen inkomsten van de heerlijkheid Itter verbonden met de hoge kosten voor zijn bouwwerken en hofhouding, brachten George al snel in financiële nood, waardoor zijn broer Lodewijk VI hem financieel moest bijspringen. 
George wilde eveneens de Itterburcht opnieuw uitbouwen als residentie, maar hij stierf nog voor het project afgewerkt was. Nadat hij in 1676 zonder mannelijke nakomelingen was gestorven, viel zijn apanage terug aan het landgraafschap Hessen-Darmstadt en werd zijn hofhouding in Itter opgedoekt.

## Huwelijken en nakomelingen
Op 5 mei 1661 huwde hij met Dorothea Augusta (1636-1662), dochter van hertog Johan Christiaan van Sleeswijk-Holstein-Sonderburg-Franzhagen. Dorothea Augusta stierf na de bevalling van een doodgeboren dochter.
Na de dood van Dorothea hertrouwde George op 21 juli 1667 met Juliana Alexandrina van Leiningen-Heidesheim (1651-1703), dochter van graaf Emich XII van Leiningen. Ze kregen drie dochters:
- Sophia Juliana (1668-1668)
- Dorothea Sophia (1669-1714)
- Magdalena Sibylla (1671-1720)